# Louis N. Katz
Louis Nelson Katz (* 25. August 1897 in Pinsk, damals Russisches Kaiserreich; † 1973) war ein US-amerikanischer Kardiologe.
Katz kam 1900 in die USA und studierte an der Western Reserve University in Cleveland mit dem Bachelor-Abschluss 1918 und dem M.D.-Abschluss als Mediziner 1921. In Cleveland war er Schüler des Physiologen Carl J. Wiggers. Nach Assistenzarztzeit und Facharztausbildung (Residency) im Cleveland City Hospital ging er nochmals an die Western Reserve, um einen Master-of-Arts-Abschluss in Medizin zu machen (1923) und war dann ein Jahr bei dem Physiologen Archibald Vivian Hill in London mit einem Stipendium des National Research Council. 1925 entschloss er sich für eine Forschungskarriere und wurde Instructor bei Wiggers an der Western Reserve, behielt jedoch auch einen Posten als beratender Kardiologe am St. Luke’s Hospital in Cleveland. 1930 wurde er Leiter der kardiovaskulären Forschung am Michael Reese Hospital in Chicago (ab 1941 Cardiovascular Institute) und lehrte außerdem von 1930 bis 1969 als Professor in der Abteilung Physiologie der University of Chicago. Er blieb bis 1967 Direktor des Cardiovascular Institute.
Katz nahm eine führende Stellung in der kardiologischen Forschung in den USA ein (sowohl klinische Kardiologie – wie EKG – als auch Physiologie des Herzens) mit einer breiten Palette von Forschungsthemen und über 500 Veröffentlichungen. Er hatte in Chicago über 500 Schüler. Er war wesentlich am Ausbau der Forschungsaktivität der American Heart Association beteiligt, die auf seine Initiative die Posten von Career Investigators schuf. Ein Preis für Nachwuchswissenschaftler der American Heart Association ist nach ihm benannt.
1957/58 war er Präsident der American Physiological Society. 1956 erhielt er den Lasker~DeBakey Clinical Medical Research Award.

## Schriften
- Electrocardiography, including an atlas of electrocardiograms, Philadelphia, 2. Auflage 1946